# Pink and White Terraces

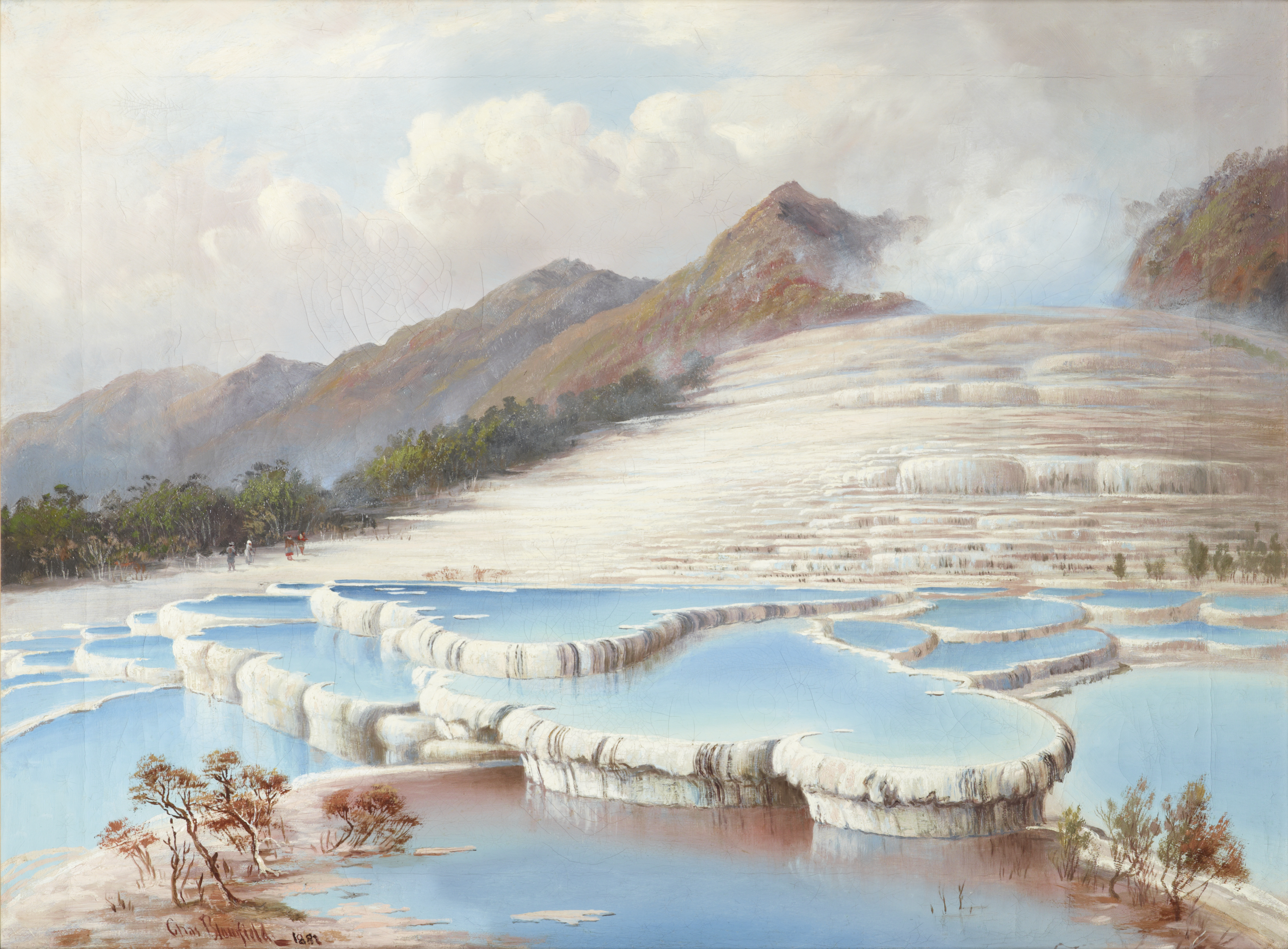
White Terraces, 1884

Die Pink and White Terraces (Maori Otukapuarangi ‚Fontaine des bewölkten Himmels‘ oder Te Tarata ‚der tätowierte Felsen‘) waren eine Formation von Sinterterrassen in der Region Bay Of Plenty in Neuseeland und wurden als ein Naturwunder angesehen, bis sie am 10. Juni 1886 durch einen Vulkanausbruch verschüttet wurden.

## Beschreibung

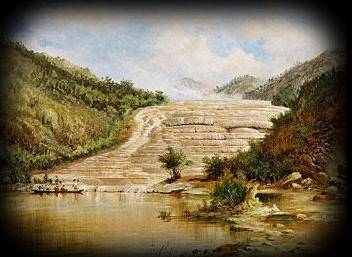
Pink Terraces, 1884

Die Terrassen befanden sich im Bereich des vulkanisch aktiven Waimangu Volcanic Rift Valley. Im Erdinneren erhitztes Thermalwasser mit großen Mengen Siliziumdioxid trat regelmäßig aus zwei Geysiren am Lake Rotomahana nahe Rotorua aus und lief den Hang eines Hügels hinab. Dabei hinterließ das Wasser dicke Ablagerungen des Opal-Minerals Geyserit, aus denen sich Terrassen bildeten, die Wasserbecken umschlossen. Ähnliche Strukturen finden sich heute noch bei Pamukkale in der Türkei und in Mammoth Hot Springs im Yellowstone-Nationalpark (USA). Die White Terraces waren die größere und schönere Formation, sie bedeckten eine Fläche von 3 Hektar und überwanden einen Höhenunterschied von 30 m. Die Pink Terraces wurden dagegen zum Baden genutzt.
Die Terrassen wurden als „achtes Weltwunder“ angesehen und waren damals das bekannteste Touristenziel in Neuseeland. Auch aus Europa kamen in den frühen 1880er Jahren Besucher, als Neuseeland selbst noch verhältnismäßig schwer erreichbar war.

## Verbleib

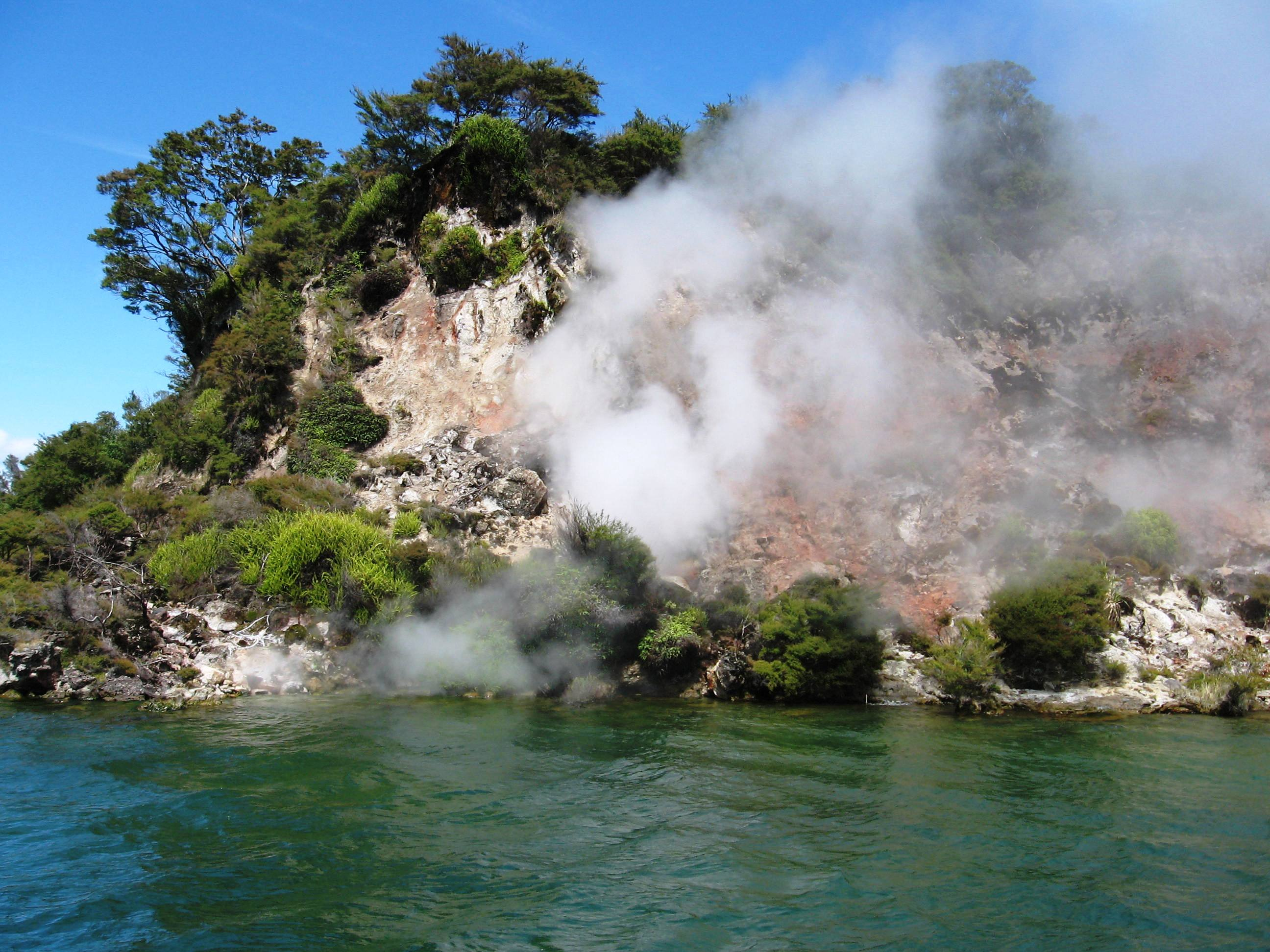
Ehemaliger Standort der Terrassen am Lake Rotomahana heute

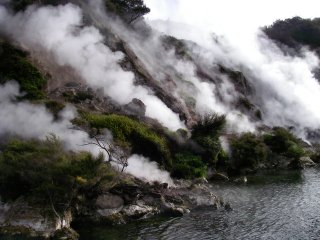
Geothermale Aktivität am früheren Ort der Terrassen

Die Terrassen wurden nach bisherigen Darstellungen zerstört, als der Mount Tarawera fünf Kilometer weiter nördlich am 10. Juni 1886 um 3 Uhr ausbrach. Der Vulkan spie aus einem 17 km langen Graben durch das Gebirge heißen Schlamm, glühendes Gestein und große Mengen Asche. Dieser Graben verläuft auch durch den Lake Rotomahana. Die Eruption forderte über 150 Todesopfer und begrub mehrere Orte, darunter die von Māori und europäischen Siedlern bewohnte Siedlung Te Wairoa.
Nach dem Ausbruch befand sich am Ort der Terrassen ein über 100 m tiefer Krater. Nach einigen Jahren füllte er sich mit Wasser und bildete einen neuen Lake Rotomahana, 30 Meter höher und viel größer als der alte See.
Pressemeldungen vom Juni 2011 zufolge wurden angeblich beide Terrassen 125 Jahre nach dem Ausbruch bei Sonarmessungen im See wiederentdeckt. Sie lägen danach im See in 60 m Tiefe unter abgelagerten Sedimenten. Im Jahr 2016 nahmen die Forscher um den Projektleiter Cornel de Ronde (GNS Science) ihre damalige Einschätzung jedoch zurück. Nach einer fünfjährigen Untersuchung kamen sie zu dem Ergebnis, dass der größte Teil beider Terrassen durch den Vulkanausbruch zerstört worden sein muss.
Eine andere Theorie haben Rex Bunn und Sascha Nolden von der National Library of New Zealand 2017 präsentiert. Durch Auswertung von Vermessungsdaten, welche der Geograph Ferdinand von Hochstetter 1859 von der Gegend anfertigte, kommen sie zu dem Ergebnis, dass die Terrassen bisher falsch verortet wurden. Sie gehen davon aus, dass sich die Terrassen größtenteils unter dem Ufer des Rotomahana-Sees befinden und beim damaligen Ausbruch verschüttet wurden. Grabungen haben bisher noch nicht stattgefunden.